# بشار حولي
بشار حولي (بالإنجليزية: Bachar Houli) (مواليد 1988) هو أسترالي من أصل لبناني لاعب محترف لكرة القدم الأسترالية . هو أول مسلم ملتزم يلعب في الدوري الأسترالي.

## أصله
ولد في أستراليا يوم 12 مايو 1988 لوالدين لبنانيين. عام 2000 لعب مع نادي سبوتسود للاعبين الأحداث. وبمباركة رجل دين مسلم، نكث إفطار رمضان ليلعب في مباراة قدرة لثلاثة أيام وحقق نتائج ياهرة مما فتح له باب الاحتراف.
حولي من أشهر المسلمين ذوي التأثير على تشجيع المسلمين في الالتحاق بالرياضة الأسترالية. متزوج من روبا أبو زيد.

## روابط خارجية
- بشار حولي على موقع AustralianFootball.com (الإنجليزية)
- بشار حولي على موقع AFLtables.com (الإنجليزية)